# Santuario Nacional de la Virgen de Ta 'Pinu
El Santuario Nacional de la Virgen de Ta 'Pinu (en maltés: Santwarju tal-Madonna ta' Pinu) es una iglesia parroquial católica y basílica menor situada a unos 700 metros (2.300 pies) de la aldea de Gharb en la isla de Gozo, la isla hermana de Malta. La iglesia está dedicada a la Virgen de Ta' Pinu. La basílica se encuentra en un campo abierto que permite a los visitantes disfrutar de hermosas vistas de la zona.
El Papa Juan Pablo II celebró una misa en el santuario durante su visita a la isla de Gozo, el 26 de mayo de 1990. El 18 de abril de 2010, al visitar Malta, el Papa Benedicto XVI donó y colocó una rosa de oro frente a la imagen devocional de Nuestra Señora de Ta 'Pinu que fue traída desde Gozo a Malta para esta ocasión especial.

## Galería de imágenes

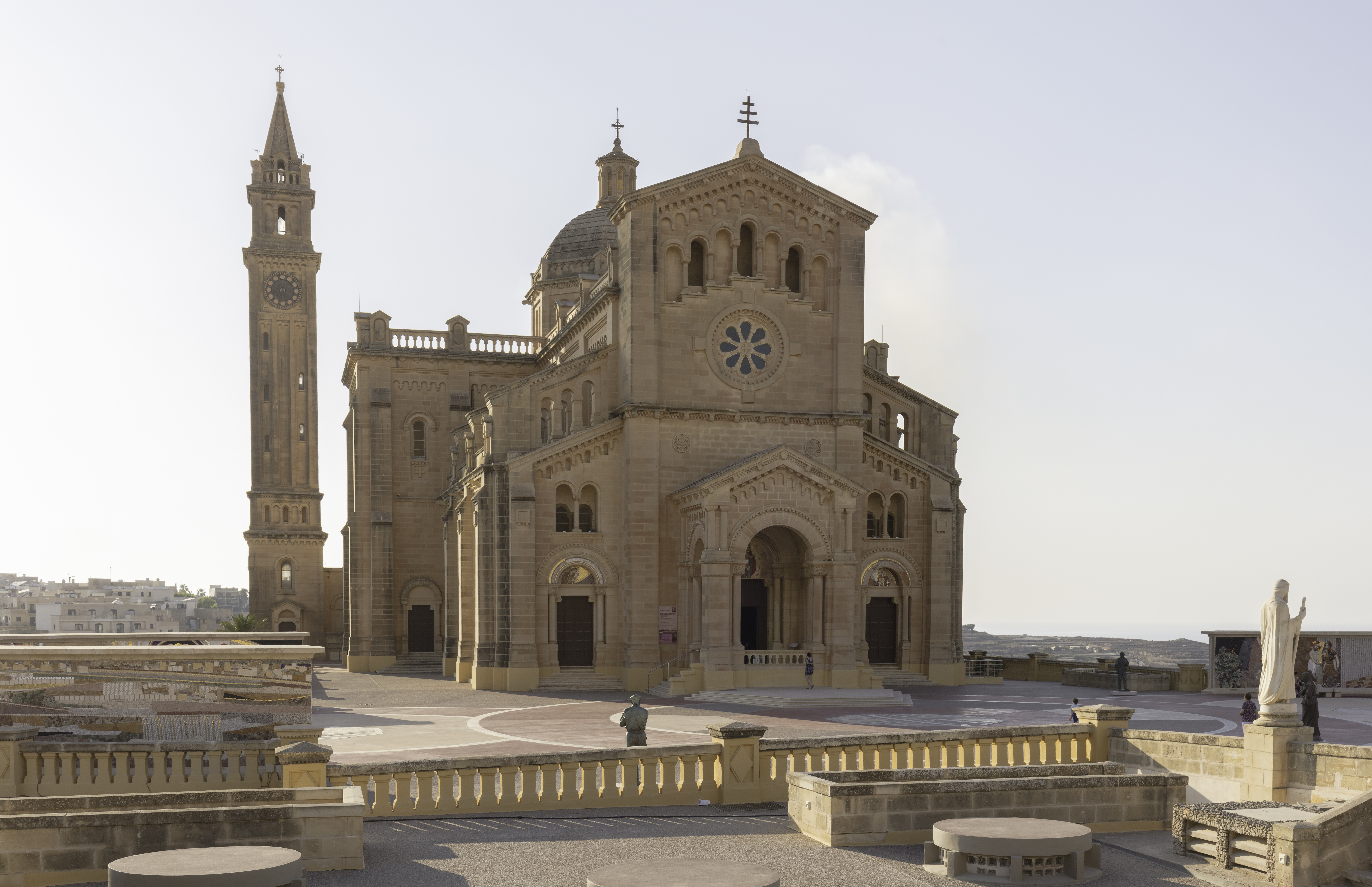
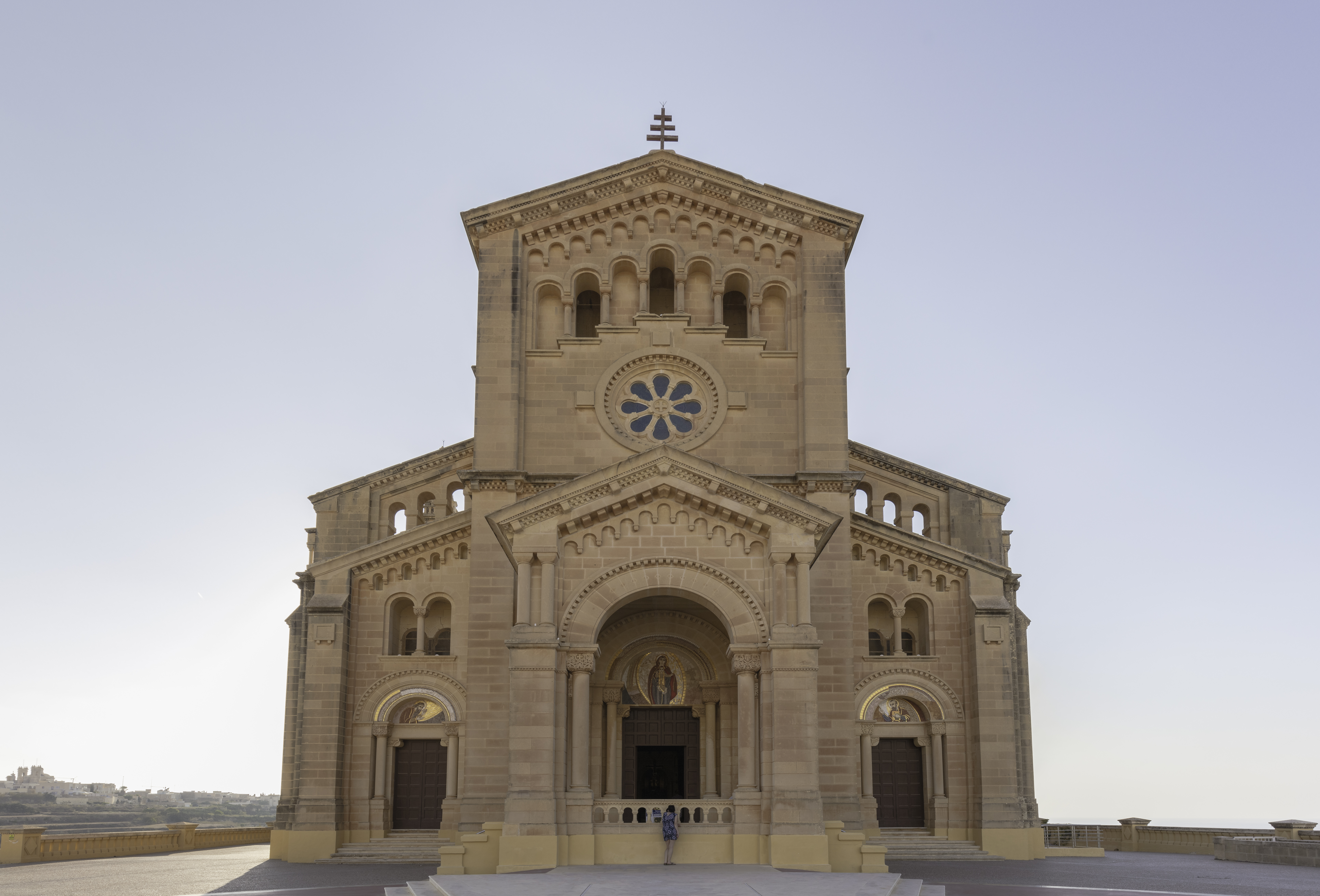
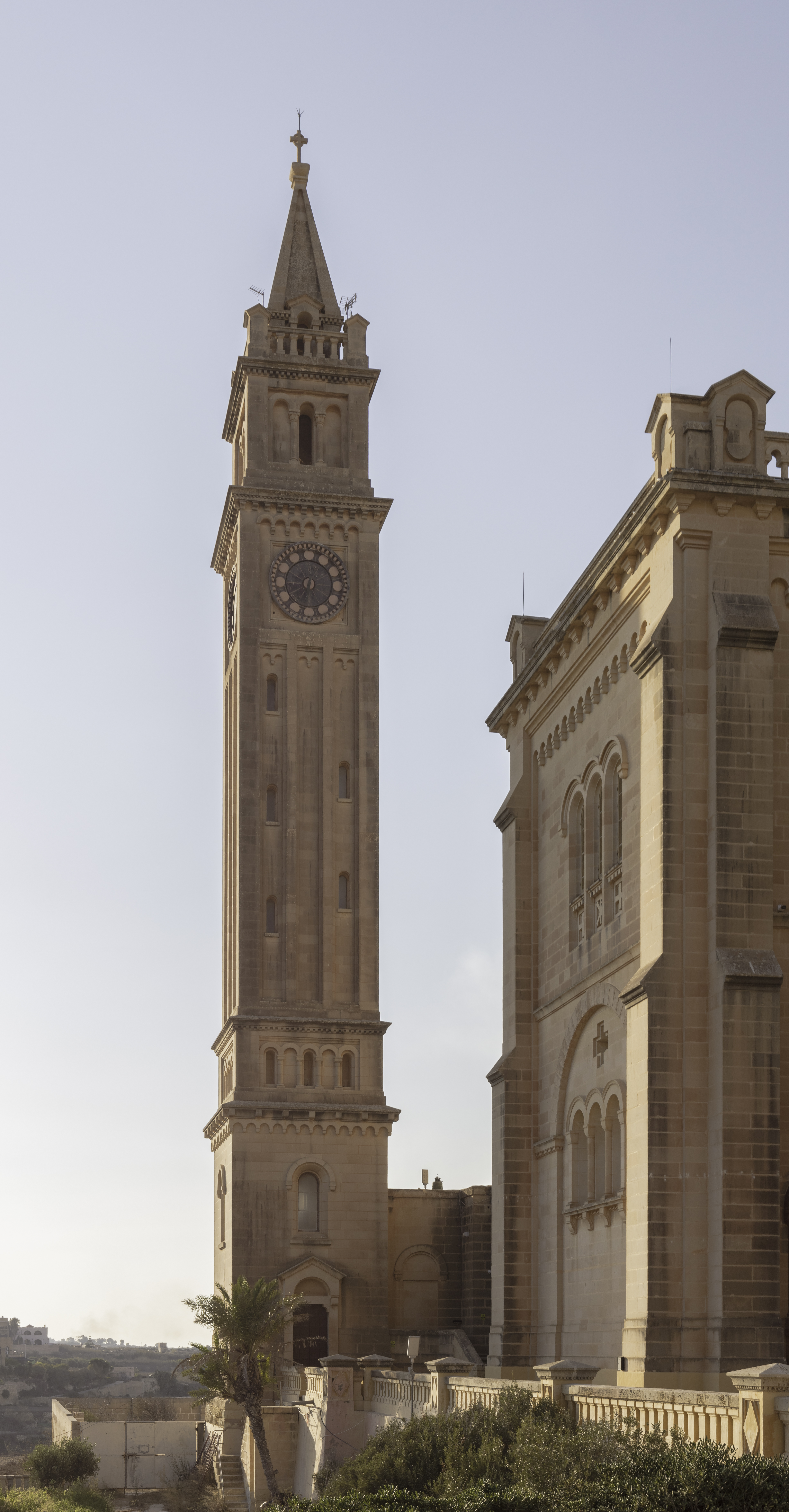
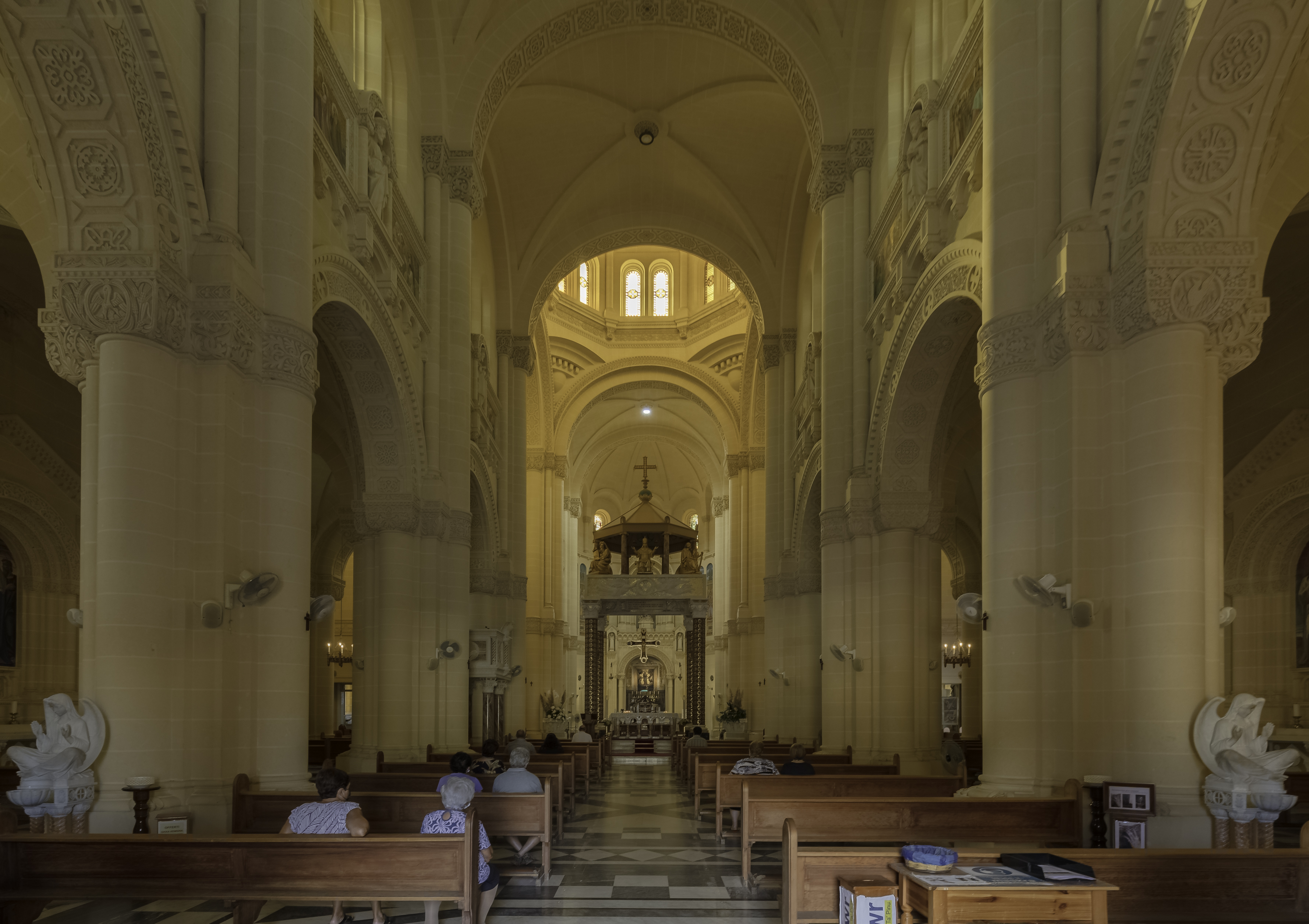
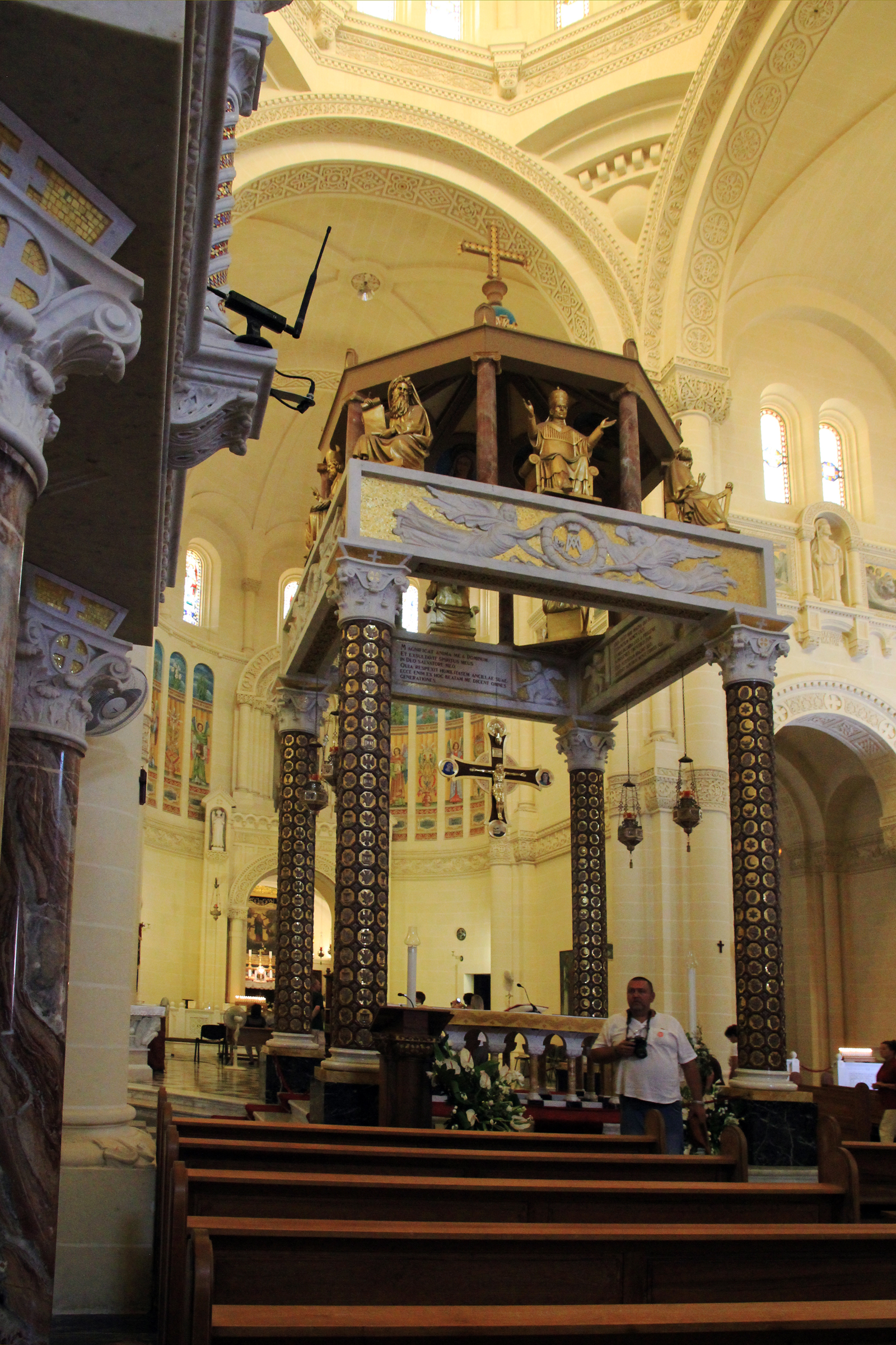